# Botswana vid världsmästerskapen i simsport 2022
Botswana tävlade vid världsmästerskapen i simsport 2022 i Budapest i Ungern mellan den 17 juni och 3 juli 2022. Botswana hade en trupp på två idrottare.

## Simning
| Idrottare       | Gren                         | Heat    | Heat      | Semifinal        | Semifinal        | Final            | Final            |
| Idrottare       | Gren                         | Tid     | Placering | Tid              | Placering        | Tid              | Placering        |
| --------------- | ---------------------------- | ------- | --------- | ---------------- | ---------------- | ---------------- | ---------------- |
| Maxine Egner    | Damernas 50 meter frisim     | 27,37   | 47        | Gick inte vidare | Gick inte vidare | Gick inte vidare | Gick inte vidare |
| Maxine Egner    | Damernas 100 meter frisim    | 59,08   | 36        | Gick inte vidare | Gick inte vidare | Gick inte vidare | Gick inte vidare |
| Adrian Robinson | Herrarnas 50 meter bröstsim  | 28,61   | 34        | Gick inte vidare | Gick inte vidare | Gick inte vidare | Gick inte vidare |
| Adrian Robinson | Herrarnas 100 meter bröstsim | 1.03,43 | 40        | Gick inte vidare | Gick inte vidare | Gick inte vidare | Gick inte vidare |